# Gnosticism
Gnosticism (från det gammalgrekiska ordet γνωστικός gnostikos, ungefär "att besitta kunskap") är ett samtida begrepp för en uppsättning religiösa idéer som frodades i det judisk-kristna kulturområdet runt år 1–200. Baserat på en viss tolkning av Torah och andra religiösa skrifter trodde dess anhängare att världen skapats av en emanation av Gud som fångat en ursprunglig gudsgnista i människans kropp, en gnista som kunde befrias genom gnosis (andlig insikt).
Gnosticism var ingen självständig religion, utan är en religionshistorisk fackterm från 1800-talet, myntad i syfte att användas som samlingsterm för ett antal, inbördes olika, mystiska, andliga idéströmningar med mångtusenåriga anor. Dess utövare kallade inte själva sin religion för gnosticism (Valentinus kallade den kristendom), men några av dem (framför allt Satornilos och Marcellina) kallade den för gnosis (insikt eller kunskap).

## Ursprung
De flesta större religioner har innehållit ett trossystem för majoriteten av anhängare, och mystiska utläggningar och förklaringsmodeller för en mycket liten andel av de troende som brottas med frågor som exempelvis teodicéproblemet. Exempel på sådana esoteriska läror är exempelvis kabbalan inom judendomen och sufismen inom islam. Gnosticismen har förmodligen uppkommit av liknande skäl, men de exakta omständigheterna är inte kända. Både inom judisk och kristen gnosticism återkommer i många gnostiska skrifter en kreativ omtolkning av Jesaja 45:5, så att den som yttrar orden inte är den högsta gudomen utan en lägre, ond eller okunnig, skapargud, Demiurgen. Birger A. Pearson har därför ansett det sannolikt att judisk och samaritansk gnosticism uppkommit bland annat för att skylla lidande och ondska, inklusive antropomorfa och frånstötande drag i den gammaltestamentliga gudsbilden, på Demiurgen.
Den förste med säkerhet kände gnostikern var Menander i Samarien på 80-talet e.Kr., men vad som utgjorde hans influenser är däremot oklart. På 1970-talet sökte Elaine Pagels dess ursprung hos dem som påverkade judarna; det rörde sig i alla händelser om en synkretistisk strömning. Många judar stannade i Babylon sedan landet erövrats av Persien år 539 f.Kr. och judarna befriades från sin fångenskap. I Babylon, som då var världens största stad och en handelsknutpunkt där många kulturer och religioner möttes, blandades zoroastrismen och andra dualistiska iranska föreställningar med indiska uppfattningar om själens fångenskap i kroppen, med väst-semitisk och judisk mystik, med kaldéernas astrologi och numerologi, och med den grekiska filosofin och individualismen. För Zarathustra var ondskan i världen inget mysterium därför att han laborerade med en dualistisk lära med en god och en ond gud. Allt gott kommer från Gud (Ahura Mazda), även det materiellt goda. Våld, kaos och viljan att förstöra är det ondas kännetecken, vållat av en från Gud oberoende djävul, en ond ande, benämnd Ahriman på medelpersiska. Ahrimans enda mål är att till varje pris försöka förstöra Guds goda skapelse genom att förorena alla delar av den, och han kunde mycket väl ha lyckats om inte Zarathustra som förste profet (det följer fler med ungefär 1000 års mellanrum) uppenbarat den goda religionen och beskrivit människans roll för henne. Människans uppgift är att i varje handling välja rätt i den kosmiska kampen mellan gott och ont. Ingen annan kan ta på sig en människas synder och frälsa henne, och varje människa har en lika betydande roll i kriget mellan Gud och Ahriman. Genom andlig vägledning förmås människorna bidra till skapelsens förnyelse. Denna gamla iranska religion har påverkat såväl europeiska filosofer som bibliska profeter och har tydligt influerat judendom och kristendom, och därmed även senare religioner som islam och bahá'í, men de nyare religionerna har i praktiken avskaffat djävulen eller har en så allsmäktig gud att djävulen inte torde vara något större problem – och då uppstår behovet att förklara hur ondska kan finnas om en god gud är universums maktcentrum. Det är sannolikt att det finns samband mellan forniranskt religiöst tänkande och gnosticism, men inte enkelt att klarlägga exakt hur detta samband ser ut. 
Forskningsläget har utvecklats sedan 1970-talet, och medan Birger A. Pearson betraktar förloppet som en inomjudisk bearbetning av teodicéproblemet, återstår en djupare analys av eventuella influenser från den fornegyptiska religionens föreställning om den hermopolitanska ogdoaden. Under de många erövringskrigen och folkomflyttningarna under antiken kom många folk (greker, judar, egyptier, fenicier med flera) i kontakt med den iranska världsbilden och införlivade denna i sina egna religiösa tolkningar. Samtidigt vet vi att den forniranska världsbilden har mycket gemensamt med den indiska innan hinduismen officiellt blev ett religiöst system. 
Vid tidpunkten för gnosticismens utveckling var medelplatonismen inflytelserik, och gnosticismen uppvisar vissa gemensamma drag med medelplatonism, hermetism och nyplatonism.
Man brukar skilja mellan två typer av gnosticism, dels den iranska typen som representeras av manikeism och mandeism och som är tydligt dualistisk, dels en syrisk-egyptisk typ med en svagare dualism som ofta är den man avser när man talar om gnosticism. Gnostiska texter tillhandahölls under antiken enbart de invigda och de olika gnostiska lärorna hade starka drag av mysticism. Gnosticism har delvis varit ett verktyg för ett fåtal inom en etablerad religion för att förstå Guds och skapelsens sanna natur, men har också genom historien utvecklats till självständiga religioner med egna heliga skrifter.

## Källmaterial
Forskningen kring gnosticismen lider av brist på källor. Länge var gnosticismen främst känd genom den kristna polemiken mot den, i synnerhet skrifter av Irenaeus, Hippolytos och Epifanios av Salamis. James Bruce köpte 1769 den så kallade Brucekodexen i Egypten, som har visat sig innehålla tre gnostiska skrifter: 
- Första Jeu
- Andra Jeu
- En namnlös skrift

Den så kallade Askewkodexen förvärvades av Anthony Askew 1773, och hamnade efter hans död på British Library. Den visade sig innehålla den gnostiska skriften Pistis Sofia. 
En tysk forskare köpte 1896 en papyrusbok (känd som Akhminkodexen, den gnostiska Berlinkodexen eller Papyrus Berolinensis 8502) upphittad i Akhmin, Egypten. Den innehåller: 
- Maria Magdalenas evangelium
- Johannesapokryfen
- (de proto-ortodoxa) Petrusakterna
- Jesu Kristi visdom

Salomos oden, som inte genomgående uppvisar gnostiska drag, men som citerades med gillande i Pistis Sophia, upphittades 1909.
Bland skriftfynden i Nag Hammadi 1945 fanns flera gnostiska skrifter på koptiska, bland annat Eugnostos brev i två versioner, dels en nästan utan kristna tankegångar, dels en som bearbetats i kristen riktning. Till de upphittade skrifterna med setiansk inriktning hör: 
- Johannesapokryfen
- Adamsapokalypsen
- Arkonternas väsen
- Världens ursprung
- Sets tre pelare
- Norea
- Den treformiga Protennoia
- Marsanes
- Zostrianos
- Allogenes

Till de upphittade skrifterna med valentinianskt kristen gnostisk inriktning hör: 
- Sanningens evangelium
- Filipposevangeliet
- Rheginusbrevet
- Paulus bön
- Den koptiska Paulusapokalypsen
- Första Jakobsapokalypsen
- Om smörjelsen och dopet
- Om eukaristin

Till de upphittade skrifterna med annan kristen gnostisk inriktning hör:
- Jakobsapokryfen
- Den tredelade traktaten
- Andra Jakobsapokalypsen
- Den koptiska Petrusapokalypsen
- Petrus brev till Filippos
- Sanningsvittnet
- Kunskapens uttolkning

Det koptiska egypterevangeliet är en setiansk skrift som, i likhet med Johannesapokryfen, i efterhand försetts med kristen ramberättelse. Melkisedek är, enligt Birger Pearson, en proto-ortodox skrift som senare försetts med setianska inskott. Till de svårdefinierade skrifterna från Nag Hammadi hör:
- Semsparafrasen
- Den store Sets andra undervisning
- Dundret
- Den stora makten
- Tomas Kämpens bok
- Hysifrone

I Nag Hammadi hittade man också ett antal icke-gnostiska skrifter, såsom 
- Platons Staten,
- den platonska skriften Den bemyndigade läran,
- den asketiska Sixtus sentenser (som i fragment var känd från medeltida ortodoxt kristna skrifter),
- de hermetiska skrifterna Asklepios, Om den åttonde och nionde och en tacksägelsebön,
- de proto-ortodoxa skrifterna Petri och de tolv apostlarnas gärningar och Silvanus undervisning, och
- den enkratitiska skriften Tomasevangeliet.

Kodex Tchacos är en papyruskodex upphittad på 1970-talet. Den innehåller 
- Petrus brev till Filippos
- Första Jakobsapokalypsen
- Judasevangeliet
- Allogenes

## Grundläggande drag
Alla gnostiska riktningar förenas av en världsbild som gör åtskillnad på Gud – det transcendenta Högsta Väsendet – som bland annat kallas för den Osynliga Eviga Anden å ena sidan, och den lägre Skaparen, Demiurgen, å andra sidan. Ett sådant synsätt finns både inom markionismen, setianismen, valentinianismen, i Justinus' Baruksbok, inom manikeismen och mandeismen.
De syrisk-egyptiska gnostiska rörelserna under 100-talet var sinsemellan olika, och medan några hade en monistisk syn som liknar nyplatonismen (så exempelvis synsättet i skrifterna Zostrianos, Allogenes och Marsanes, och i den ursprungliga öst-valentinianismen) hade andra en dualistisk syn (så exempelvis den yngre väst-valentinianismen och kretsarna bakom de tre skrifterna i Brucekodexen – den namnlösa skriften och Första och Andra Jeu – och Pistis Sophia).
Ett drag som är kännetecknande för den persiska gnosticismen på 200- och 300-talen är den dualistiska världsbilden, som präglas av föreställningen att människosjälen är fången i kroppen och materien och att den materiella världen är något i grunden ont. Dessa uppfattningar ligger inte långt från de indiska religionernas negativa syn på att återfödas till ett liv på jorden gång efter gång. Dualismen, att det goda står mot det onda, ljus mot mörker, andlighet mot materialism, etcetera – går att spåra till zoroastrismen, en forniransk religion. 
Den kristna gnosticismen hävdade att vissa människor, det vill säga gnostikerna, har en inre förmåga att söka och finna det inre ljuset. Några kristna gnostiska riktningar, framför allt basilidianerna, trodde att denna inre förmåga berodde på gudomlig predestination, och att majoriteten av mänskligheten var förutbestämd till helvetet, medan andra gnostiker hade en mer positiv syn på människans fria val och alla människors förmåga att utvecklas. Den gnostiska rörelsen hade vissa likheter med nutida metoder för att utforska jaget med hjälp av psykoterapi. Dessa metoder för analys av människans psykologi kan möjligtvis komma från buddhismen, som vid tidpunkten för gnosticismens uppkomst hade hunnit spridas till Alexandria. De kristna gnostikerna, som Monimus, menade att den som söker Gud måste börja med att söka inom sig själv,
Detta är dock inte en unikt gnostisk föreställning. Dels fanns liknande föreställningar även hos proto-ortodoxa inomkyrkliga tänkare som Klemens av Alexandria och Origenes, dels fanns liknande föreställningar inom den så kallade enkratitiska rörelsen som sammanställde och läste den icke-gnostiska (då den saknar föreställningen om en lägre skapare) skriften Tomasevangeliet, som innehåller sådana aforismer som:
När lärjungarna frågade Jesus vart de skulle gå, svarade han blott:,
Det finns ljus inom en människa av ljus, och det lyser upp hela världen.
Om hon inte lyser är hon mörker.
Gnosticismen var inget enhetligt trossystem, men vissa bärande grundtankar, som från början härstammar från judisk mystik, gick igen i de flesta riktningarna. Dessa grundläggande principer brukar beskrivas i presens eftersom händelseförloppet ur människans synvinkel pågår oavbrutet. Den högste guden – Den utan slut – är transcendent, upphöjd, onåbar och omöjlig för människan att förstå. Från Den utan slut emanerar (utgår, utflödar) eoner, väsen eller en strålglans som fyller den högre världen, Pleroma (fullheten). En av eonerna, ofta den lägsta, sjunker dock på grund av sitt begär ner i sinnevärlden där den splittras och blir fången. I denna splittring finns Demiurgen, som uppträder som skapare och gud – Gamla testamentets svartsjuke och lynniga gud, som låser människornas själar till den fysiska kroppen. En gnista från den gudomliga världen kan emellertid befria människorna genom att de når insikt, gnosis. I den kristna gnosticismen är det Kristi uppgift att ge denna gnosis så att människan blir frälst, medan andra gnostiska system hade andra frälsargestalter, exempelvis Set. Pleroma består ofta av, eller innehåller, en grupp av åtta tidiga andeväsen – ogdoaden – en föreställning som kan ha övertagits från fornegyptisk religion.
Förklaringen till hur fallet kunde ske skiljer sig åt i de olika systemen. I flera riktningar är det en urmänniska som faller. Till exempel hermetismen menar att den av det högsta Nous födda människan steg ner genom de sju planetsfärerna till naturen och älskades av den och gav därmed upphov till människosläktet.
Till skillnad från den ovanstående tankegången, ofta kallad manlig, finns också en kvinnlig variant i vilken det är ett kvinnligt väsen, ofta Sofia (visheten), som orsakar fallet. Simonianerna lärde till exempel att den högste gudens tanke blev ett kvinnligt väsen som steg ner i de lägre regionerna och födde de änglar och makter som skapade världen. Själv blev hon fången genom dessa makter för att till sist bli den Helena som Simon magern (som representerar den gudomliga kraften) fann och frälste.
Hos ofiterna finns två kvinnliga gestalter, en högre och en lägre. Den senare föder Jaldabaoth, skaparen och Gamla testamentets gud. Den gudomligt ingripande kraften för dem åt Kristus.
Gnostiska tankegångar har därefter återkommit i olika skepnader. Hermetismen under renässansen och mystikern Jakob Böhme kan sägas ha gnostiska drag, men inget av dessa exempel uppvisar den strikta dualism som förekom inom många gnostiska riktningar. Av den gamla gnosticismen finns fortfarande en liten grupp mandéer i Iran och Irak. Några ur denna folkgrupp lever nu i Sverige som flyktingar.

## Judisk och hednisk gnosticism
Den förste kände företrädaren för en slags gnosticism var Menander, en man med samaritansk bakgrund, verksam i Samarien och Syrien på 80-talet.
På 120-talet var Satornilos, som kan ha varit påverkad av Menander, verksam i Syrien. Irenaeus beskriver sextio år senare Satornilos skapelsemyt, som uppvisar mycket stora likheter med den mer detaljerade Johannesapokryfen. Det förefaller därför sannolikt att Johannesapokryfen är en skrift med satornilosianskt ursprung, som emellertid genomgått flera bearbetningar med tillägg i både icke-kristna och kristna gnostiska miljöer.
Satornilos rörelse splittrades efter en tid. Bland nutida forskare används ibland ordet setianism som paraplybeteckning på alla dessa riktningar. Den nutida paraplybeteckningen är dock mycket bred, och innefattar både de riktningar som själva kallade sig för setianska och andra riktningar. Därför undviks den av några som forskar om gnosticismen. En av Satornilos dottergrenar blev kristen, och sammanställde Johannesapokryften. 
Under inflytande av medelplatonismen närmade sig en gren av setianismen platonsk filosofi. Hit hör skrifterna Allogenes, Marsanes och Zostrianos.
Under kritik från både de hedniska nyplatonska filosoferna Plotinos och Porfyrios och de kristna riktningarna utvecklades delar av den sena setianismen i radikalt dualistisk riktning. I denna miljö hör skrifterna i Askewkodexen och Brucekodexen hemma.
Vid sidan av den setianska riktningen fanns från och med mitten av hundratalet en riktning, simonianismen, som åberopade sig på Simon Magus och legenderna om Helena.
De så kallade naassénerna företrädde strax före år 200 en hednisk typ av gnosticism i vilken gudinnan Kybele och hennes älskare, guden Attis spelade stor roll.

## Kristen gnosticism
Den kristna gnosticismen nådde sin höjdpunkt under åren ca 80–160 e.Kr. då ett stort antal sekter skapade egna, starkt avvikande tolkningar av den kristna läran. 
Två kristna gnostiska riktningar är kända före Valentinus tid: basilidianismen och markionismen. Men ett tredje system, som presenteras i den äldre skriften Eugnostosbrevet och den yngre skriften Jesu Kristi visdom, måste, som Roelof van den Broek har visat, ha varit känt av Valentinus, åtminstone i dess äldre utformning.
Basilides, som kan ha varit påverkad av Menander, och gjorde anspråk på kunskap från Simon Petrus' tolk Glaukias, var verksam i Alexandria på 120-talet. Människan står mellan kärlek och hat, rättvisa och godtycke, förnuft och dårskap, insikt och ignorans, tillförlitlighet och opålitlighet, barmhärtighet och grymhet, etcetera), och de flesta människor är förutbestämda (predestinerade) att tro eller inte tro, och hamna på ett av två ställen efter döden: himlen eller helvetet, beroende på om människan är hyliker (fast i det kroppsliga och materiella) eller pneumatiker (andlig, det vill säga förutbestämd till gnostisk kunskap eller insikt). Så kallade psykiker (bundna i själen) förefaller däremot ha ansetts återfödas till dess de föddes som pneumatiker. Världen består enligt Basilides av 365 himlar och en högre, sannare, verklighet bestående av fem gudavarelser, eoner. De båda eonerna Sophia (Visheten) och Dynamis (Kraften) skapar den lägre andevärlden med dess 365 himlar. Den lägsta himlens ande är Gamla Testamentets Gud, som skapar materien. Eonen, Nous (Medvetandet), stiger ned i Jesus, möjligen vid dopet, för att rädda de förutbestämda pneumatikerna. Enligt basilidianerna korsfästes Simon från Kyrene i Jesu ställe, ett synsätt som även återfinnes i Den store Sets andra undervisning. En gudavarelse med namnet Abraxas eller Abrasax (avbildad på amuletter som en tupphövdad antropomorf med reptilunderkropp) fyllde en funktion i Basilides världsbild, med det är inte helt klart om Abraxas sågs som en Demiurg, eller hade en annan, högre eller lägre, plats i världsbilden. Det är bland basilidianerna som det äldsta kända firandet av högtiden Epifania (numera känd under det yngre namnet Trettondedag jul) är belagt, men spreds från basilidianerna till den proto-ortodoxa kristendomen. Namnet Abrasax har talvärdet 365, och kan vara konstruerat för talvärdets skull, men kan alternativt vara en hellenisering av det hebreiska gudsnamnet Ab Raza, den hemlige Fadern. Senare basilidianer påstod sig ha erhållit kunskap genom ett evangelium författat av aposteln Mattias. 
Markion lärde att det fanns två gudar: Å ena sidan Jesu Gud och Fader, å andra sidan en ond skapargud som skildras i Gamla Testamentet. Markioniterna läste därför endast Lukasevangeliet och några av Paulusbreven.
Valentinus, som verkade i Rom 135–160, har gett den klassiska framställningen av gnosticismens system. Gnosticismen har beskrivits som en elitistisk religiös filosofi eftersom anhängarna ansåg sig äga en exklusiv kunskap (gnosis) som var vida överlägsen det kyrkan lärde ut. Återlösningen eller frisläppandet av en människas själ beror på hennes andliga insikt eller kunskap. Valentinianismen splittrades med tiden i flera grenar. Västvalentinianismen, företrädd av Ptolemaios, Herakleon och Flora, blev mycket mer dualistisk än vad Valentinus ursprungliga riktning hade varit.
En eller flera setianska riktningar utvecklades senare i kristen riktning. Därför finns Judasevangeliet, och de kristna versionerna av Johannesapokryfen och Egypterevangeliet (inklusive deras titlar, som inte är ursprungliga). Å andra sidan bearbetades den troligtvis proto-ortodoxt kristna texten Melkisedek i setiansk riktning av en gnostisk grupp som, till skillnad från andra gnostiker, accepterade läran om en kroppslig uppståndelse.
En gnostiker vid namn Markos var aktiv i Gallien från och med ca 150, och kombinerade valentiniansk och setiansk gnosticism. Markos företräde en mycket mer extrem dualism än de flesta andra syrisk-alexandrinska gnostiker, och förebådar utvecklingen inom den persiska gnosticismen. Bland markosianerna förekom att kvinnor kunde leda firande av eukaristin.
Med tiden utvecklades fler grenar av kristen gnosticism, exempelvis miljön i vilken Den tredelade traktaten tillkom. Kretsen bakom Sanningsvittnet kritiserar nästan alla andra gnostiska och icke-gnostiska riktningar, medan kretsen bakom Kunskapens uttolkning försökte medla mellan de flesta riktningar.
De under kristen tid utbildade gnostiska systemen framträder under andra och tredje århundradena som den proto-ortodoxa kristendomens värsta fiende, intensivt bekämpad av kyrkofäderna och slutligen nedgjord av den kyrkliga teologins angrepp. Sålunda besegrades rörelser som åberopade sig på den ursprungliga kristna gnosticismen: manikeismen på 200-talet, och under 1000–1400-talen bogomilerna i det bysantinska riket respektive katarerna i södra Frankrike.

## Nutida samfund
Sedan upplysningstiden har försök gjorts, främst inom förespråkare för den så kallade västerländska esoteriska traditionen, att återskapa gnosticismen, och flera gnostiska samfund har uppstått. 
Den Gnostisk-apostoliska kyrkan fick sitt nuvarande namn på 1960-talet, men härstammar från två franska trossamfund: Eglise Gnostique, grundat av Jules Doinel 1890, och Eglise Gnostique Catholique, grundad av Jean Bricaud 1907, som förenades på 1920-talet. Dessa kyrkor präglades av vad som var känt om gnosticismen innan skrifterna från Nag Hammadi upphittades, och det kanoniska Johannesevangeliet uppfattades av dem som "gnostiskt" (ett synsätt som var i svang bland – de med de tidiga franska nygnostikerna samtida – tyska exegeter kring fin-de-siecle).
Eglise Gnostique Catholique skall inte förväxlas med det thelemiska trossamfundet Ecclesia Gnostica Catholica, som är ett thelemiskt trossamfund grundat av lekmän inom Eglise Gnostique Catholique 1913, som dock senare erhöll den Gnostisk-apostoliska kyrkans biskopsämbete.
De gnostiska lärorna har emellertid fått en renässans sedan fynden av gnostiska originaltexter år 1945 i Nag Hammadi har börjat publiceras.
Ecclesia Gnostica (grundad 1967) i USA leds av den gnostiske biskopen Stephan A. Hoeller. 
Gnosticismen lever även kvar som inspirationskälla i nyandligheten, exempelvis inom teosofin och New Age.

## Gnosticism inom islam
Under islams tidiga utveckling kan vissa gnostiska drag skönjas hos dåtida tänkare, även om religionen som helhet och längre fram i tiden kom att ta avstånd från den gnostiska teologin. Abdallah Ibn al-Muqaffa (död 756) försökte tidigt skapa en kompromiss mellan islam och gnosticism, genom en rad språkliga ändringar. 
Bland annat försökte han byta ut gudsnamnet mot ordet Ljus för att närma sig gnosticismen, men även tona ned Allahs roll som skapare, samtidigt som han framställde Allah som en distanserad gudom. Al-Muqaffa kom att kritisera islams problematik med antropomorfism och skapelseteori utifrån ett gnostiskt perspektiv. Teorier pekar mot att al-Muqaffa ville skapa en hybrid mellan sin samtids dominerande tolkning av islam (ur ett politiskt perspektiv) och gnosticismen för att på så sätt skapa en renare tolkning. 
Andra muslimska teologer närmade sig gnostisk mythos, däribland Abu ’Isa al-Warraq (död 861), som förskjutits från Mu’ tazila för sina heretiska tankar. Han skrev ner en islamisk variant av myten kring hur gnistorna kom att falla och historien kring hur ljuskonungen, på grund av detta, beordrar att världen skall byggas. Det hela mynnar ut i ett par huvudpoänger, stjärnornas skapelse, skapelsen av ett antal högre ideal, samt att mörkret stängs in. Al-Warraqs skapelsemyt stämmer väl med den manikeiska, men i förenklad form, som för att passa en annan publik. 
"De rena bröderna från Basra" (Pure brothers of Basra) och senare Ibn Rushd (inom europeiska källor känd som Averroes) är ytterligare exempel på muslimska tänkare som blandat in gnostiska idéer i muslimsk teologi. Brödraskapet tog bland annat till sig den gnostiska tanken på "räddande själar" som stigit ner till världen för att föra andra själar med sig tillbaka vid döden. De gör en jämförelse med fängelser: "Inte alla kommer till ett fängelse för att stanna där, vissa kommer för att frige någon av dem som sitter fängslade." Dessa "frigivare" är profeterna, som kommit till jorden för att frige själar. För att stödja sin allegori använde de bland annat Koranens sura 17:73. Deras integration med gnosticismen sträckte sig även till den gnostiska världsbilden med en dualistisk värld. Brödraskapet kom att se världen som uppdelad, i en materiell och en andlig del. Den materiella är den som man uppnår kunskap om först, den andliga förstår man först efter att ens själ fötts ur kroppen, "så som kroppen föds ur kvinnan". 

### Shiitisk gnosticism
Tidiga shiitiska sekter innehöll stundtals klart gnostiska tendenser som till exempel ett cykliskt tänkande. En teori som presenteras var att människans frälsning kommer i sju cykler som inleds med Adams födsel och därefter sträcker sig 50 000 år fram i tiden, tills en ny Adam föds och cykeln börjar om på nytt. Följeslagare till ibn Harb menade även att det fanns ett lägre himmelrike och ett lägre helvete, där rättroende respektive syndare först hamnade. Sedan skulle den nästkommande Adam komma att göra de dödas rättrognas själar till änglar i det högre himmelriket, samt flytta ner syndarnas själar. Ali och hans imamer bar då rollen som frälsare, som skulle frälsa så många själar som möjligt, innan en ny cykel tog sin början. Tidiga shiitiska källor talar om de sju cyklerna och att dessa skulle ha var sin designerad profet i ordningen: Adam, Noah, Abraham, Moses, Jesus, Muhammed och slutligen imamen Mahdi. Med den siste profeten skulle den absoluta sanningen framkomma och frälsningen bli absolut, men före Mahdi skulle ängeln Gabriel komma för att tillkännage den sista imamens ankomst.

## Några kristna gnostiska skrifter som delvis finns bevarade
Gnostiska skrifter accepterades inte som kanon av den samtida kyrkan under första, andra och tredje århundradena efter Kristus, och de accepteras fortfarande inte av vare sig katoliker, ortodoxa och protestantiska kristna. De flesta av dessa skrifter är av senare datum än den bibliska kanon och skiljer sig markant från den, på frågor som exempelvis Jesus ord och handlingar, lärjungarnas agerande eller synen på de tidiga kristna församlingarna.
- Arkonternas väsen
- Den stora förkunnelsen
- Den store Seths andra traktat
- Den tredelade traktaten
- Dundret, den fullkomliga tanken
- Det koptiska egypterevangeliet
- Filippusevangeliet
- Samtal med Frälsaren
- Jakobs hemliga bok
- Johannes-akterna
- Johannes-apokryfen
- Judasevangeliet
- Maria Magdalenas evangelium som även är känt som Maria av Magdalas evangelium
- Den koptiska paulusapokalypsen
- Petrus-apokryfen
- Petrus brev till Filippus
- Petrusevangeliet
- Den koptiska petrusapokalypsen
- Sanningens evangelium
- Sanningens vittnesbörd
- Thomas-evangeliet
- Thomas Kämpens bok